# سازمان امور مالیاتی کشور
سازمان امور مالیاتی کشور یکی از سازمان‌های وابسته به وزارت امور اقتصادی و دارایی است. از جمله وظایف این سازمان اصلاح و دگرگونی نظام مالیاتی و مکانیزه نمودن سیستم مالیاتی ایران و اجرای مالیات بر ارزش افزوده است. رئیس‌کل این سازمان معاون وزیر امور اقتصادی و دارایی محسوب و با پیشنهاد وزیر و تصویب هیئت وزیران منصوب می‌شود.
در راستای اجرای ماده ۵۹ قانون برنامه سوم توسعه اقتصادی، اجتماعی و فرهنگی جمهوری اسلامی ایران، به‌منظور افزایش کارایی نظام مالیاتی و رفع موانع سازمانی موجود و همچنین تمرکز کلیه امور مربوط به اخذ مالیات در یک سازمان واحد، سازمان امور مالیاتی ایران در سال ۱۳۸۱ به صورت یک مؤسسه دولتی و زیر نظر وزیر امور اقتصادی و دارایی ایجاد گردید. با ایجاد این سازمان کلیه اختیارات، وظایف، نیروی انسانی، امکانات و تجهیزات موجود وزارت امور اقتصادی و دارایی در معاونت امور مالیاتی و بخش و حوزه‌های مالیاتی به این سازمان منتقل گردید.
این سازمان یکی از پردرآمدترین سازمان‌های دولتی در ایران بوده و از سال ۱۳۹۴ تاکنون با پیشی گرفتن از شرکت ملی نفت اولین واریزکننده به خزانه ایران می‌باشد؛ به طوری که در بودجه‌بندی سالیانه درصد بسیار بالایی از درآمدهای وزارت امور اقتصادی و دارایی و بودجه جاری ایران به وسیلهٔ این سازمان حاصل می‌شود.

## تاریخچه
یکی از کهن‌ترین اسناد دریافت مالیات، مطالبی است که در الواح سومری آمده‌است. در رویدادهای دوران منوچهر پیشدادی اشاراتی به اخذ مالیات برای مخارج سپاهیان شده‌است. کیقباد، سرسلسله کیانیان نخستین کسی بود که مالیات را به شکل قانونی و در اندازه مشخص(۱۰٪ از درآمد) اخذ می‌نمود. اگرچه از نحوه و میزان اخذ مالیات در دوره مادها اطلاع دقیقی در دست نیست، ولی قدر مسلم آنکه انقراض مادها با میزان مالیات اخذ شده توسط آنان مرتبط بوده‌است.
با تشکیل پادشاهی هخامنشیان و گسترش مرزهای جغرافیایی ایران از مصر تا هند، برای دریافت مالیات و امور مالی ایران دفاتر و سازمان‌های منظمی تشکیل شد. هرودوت اشاره نموده که داریوش اول ایران را به بیست حوزه مالیاتی تقسیم نموده بود و همراه با هر استاندار، یک مأمور مالیه نیز به هر ساتراپی اعزام می‌نمود. هم‌زمان کلیه املاک مزروعی ایران ممیزی شد و دفاتر دیوانی برای ثبت مالیات‌ها ایجاد گردید. سهم هر شهربان برای هزینه‌های محلی تعیین گردید و مهم‌تر آن که مودیان مالیاتی حق اعتراض به میزان مالیات دریافتی را داشتند. مالیات نقدی وصولی حکومت مرکزی در این زمان ۱۲۴۸۰ تالان بابلی (حدود ۲۴ میلیون دلار امروزی) گزارش شده‌است. این مبلغ علاوه بر سهم ساتراپی‌های محلی و همچنین مالیات جنسی بوده‌است. مجموع موجودی طلای خزانه دو شهر شوش و تخت‌جمشید در حمله اسکندر به ایران، یک میلیارد و هشتصد میلیون فرانک طلا برآورد شده‌است.
در دوره اشکانیان سیستم منظم هخامنشی برای اخذ مالیات از میان رفت و مالیات به شکل مقطوع از هر استان دریافت می‌شد. از تحولات این دوره ایجاد گمرکات و اخذ مالیات‌های گمرکی بر سر مرزها بود. در زمان ساسانیان اخذ مالیات صورت کامل‌تری بخود گرفت و سه نوع مالیات به نام‌های اراضی، سرشماری و سرانه دریافت می‌شد. پس از تسلط اعراب به ایران، در زمان حجاج بن یوسف ثقفی دفاتر مالیاتی از زبان فارسی به عربی برگردانده شد. این دفاتر در دوره سلجوقی با دستور عمیدالملک کندری وزیر طغرل دوباره به فارسی برگردانده شد. در زمان سلطنت صفویه تجارت خارجی و درآمد گمرکی به مالیاتی اضافه و در دوره افشاریان گسترش بیشتری یافت. در دوره قاجاریه وضع مالیه ایران به‌واسطه جنگ‌ها، مسافرت‌ها و ضعف پادشاهان رو به رکود گذاشت. در زمان امیرکبیر وزارت مالیه تشکیل شد و زیر نظر او برای بهبود وضع اقتصادی ایران گام‌های سودمندی برداشته و برای وصول، نگهداری و مصرف ثروت در خزانه مقررات جدیدی وضع گردید. قبل از مشروطیت و نبود مجلس، شاه وقت تمام درآمدها و عواید ایران را در اختیار داشت و تمام مخارج نیز به فرمان و تصویب شخص او صورت می‌گرفت. معمولاً شاه شخصی به نام «وزیر مالیه» را مأمور می‌ساخت تا بودجه ایران را تنظیم کند. وزیر مالیه معمولاً لقب مستوفی‌الممالک داشت. وزارت مالیه دارای بخشی داخلی به عنوان وزارت دفتر استیفا بود که متشکل از وزیر و مستوفیان ایالاتی بوده‌است. این مستوفیان عده‌ای کارمند داشتند که آنان را میرزا قلم‌دان می‌گفتند. همچنین جمع‌آوری طلب و محاسبه بدهی همه استان‌ها بر عهده وزیر بقایا بوده و وزیر خزانه نیز کار بانک مرکزی فعلی را بر عهده داشت.
با پیروزی انقلاب مشروطه در سال ۱۲۸۵ اولین کابینه قانونی تشکیل و ناصرالملک به عنوان نخستین وزیر مالیه از مجلس شورای ملی رأی اعتماد گرفت. ایشان با همان روال سابق کار را ادامه داد و به دستور وی محل کنونی رادیو تهران که محل اداره گمرک بود، به وزارت مالیه اختصاص یافت. در سال ۱۲۸۹ ادارات هفتگانه وزارت مالیه تصویب و تشکیل گردید. در سال ۱۲۹۴ وزارت مالیه به ۹ اداره تقسیم گردید که مهم‌ترین ادارات در آن زمان عبارت بود از خزانه داری کل، گمرک، وصول عایدات، محاکمات مالیه، کمیسیون تطبیق حواله‌جات، پرسنل و ملزومات و مجلس مشاور عالی برای محاکمات اداری. پس از مدتی محل وزارت مالیه به پارک اتابک، محل کنونی سفارت روسیه در تهران انتقال یافت. با آغاز سلطنت رضا شاه از سال‌های ۱۳۰۰ به بعد و با توجه به ورود مستشاران و مشاوران اقتصادی آمریکایی همچون مورگان شوستر و آرتور میلسپو دگرگونی‌های زیادی در مدیریت امور مالیاتی ایران رخ داد، از جمله اینکه سازمان به دو قسمت مالی و اقتصادی تقسیم و به وسیلهٔ دو معاون و هفت مدیر اداره می‌گردید.
آرتور میلسپو معتقد بود تا ایرانیان به مالیات دادن عادت نکنند و بوروکراسی پیچیده ایران؛ از رشوه، پارتی بازی و توصیه (اعمال نفوذ) تا تنبلی کارمندان، بی اعتنایی نسبت به مراجعین، بی دقتی و امروز و فردا کردن از میان نرود و نظام استخدام دولتی دگرگون نشود مسائل ایران حل نخواهد شد و برای حل این معضل که از زمان حکومت مغولان ریشه گرفته نیاز به یک انقلاب اداری است و این انقلاب توجه به ساماندهی مالیات در ایران است. وزارت مالیه از سال ۱۳۱۹ خورشیدی به وزارت دارایی تغییر نام یافت. در سال ۱۳۲۹ وزارت دارایی با تقلیل ادارات مورد تصویب قرار گرفته و ساختمان جدید آن (در محل خیابان داور) که احداثش از سال ۱۳۱۸ آغاز شده بود در سال ۱۳۳۸ به بهره‌برداری رسید. در سال ۱۳۵۳ قانون تشکیل وزارت امور اقتصادی و دارایی با ۶ ماده به تصویب مجلس شورای ملی رسید.
در راستای اجرای مادهٔ ۵۹ قانون برنامه سوم توسعه اقتصادی، اجتماعی و فرهنگی جمهوری اسلامی ایران، به‌منظور افزایش کارایی نظام مالیاتی و رفع موانع سازمانی موجود و همچنین تمرکز کلیه امور مربوط به اخذ مالیات در یک سازمان واحد، در ۴ شهریور ۱۳۸۰، تشکیلات سازمان امور مالیاتی کشور و آیین‌نامه اجرایی بند (الف) مادهٔ ۵۹ قانون برنامه سوم توسعه به تصویب هیئت وزیران رسید و بدین ترتیب سازمان امور مالیاتی ایران به‌صورت یک مؤسسه دولتی و زیر نظر وزارت امور اقتصادی و دارایی ایجاد گردید. با ایجاد این سازمان کلیه اختیارات، وظایف، نیروی انسانی، امکانات و تجهیزات موجود وزارت امور اقتصادی و دارایی در معاونت امور مالیاتی و بخش و حوزه‌های مالیاتی به این سازمان منتقل گردید. نمودار تشکیلاتی این سازمان در بخش ستاد سازمان در اوایل سال ۱۳۸۱ و تشکیلات ادارات کل امور مالیاتی استان‌ها به تأیید سازمان مدیریت و برنامه‌ریزی رسید. همزمان، قانون مالیات‌های مستقیم نیز اصلاح شد.

## تقسیم‌بندی و ساختار
سازمان امور مالیاتی ایران به بخش‌ها و دفاتر زیر تقسیم‌بندی می‌شود:
- رئیس سازمان امور مالیاتی ایران
- مرکز تنظیم مقررات، نظام پایانه‌های فروشگاهی و سامانه مودیان و شرکت‌های معتمد مالیاتی
- مرکز آموزش، پژوهش و برنامه‌ریزی مالیاتی
- دفتر حوزه ریاست و امور بین‌الملل
- دفتر مرکزی حراست
- شورای عالی مالیاتی
- مرکز دادرسی مالیاتی
- دفتر بازرسی، ارزیابی عملکرد و هماهنگی هیئت‌های رسیدگی به تخلفات اداری
- دادستانی انتظامی مالیاتی
- دفتر روابط عمومی و فرهنگ‌سازی مالیاتی
- دفتر گزینش
- معاونت توسعه مدیریت و منابع
  - اداره کل ذی‌حسابی و امور مالی
  - دفتر بودجه و نوسازی اداری
  - اداره کل منابع انسانی و رفاه
  - اداره کل امور پشتیبانی
- معاونت درآمدهای مالیاتی
  - دفتر امور مودیان و خدمات مالیاتی
  - دفتر حسابرسی مالیاتی
  - دفتر حسابداری، وصول و استرداد مالیاتی
  - دفتر نظارت بر امور دادرسی مالیاتی
- معاونت حقوقی و فنی مالیاتی
  - دفتر حقوقی و قراردادهای مالیاتی
  - دفتر فنی و مدیریت ریسک مالیاتی
  - دفتر مبارزه با فرار مالیاتی و پولشویی
  - دفتر هماهنگی امور اجرایی طرح
  - دفتر طراحی و تحلیل نظام اطلاعات و فرایندهای مالیاتی
- معاونت فناوری‌های مالیاتی
  - اداره کل زیرساخت و امنیت
  - دفتر علوم داده‌های مالیاتی
  - اداره کل فناوری اطلاعات
- دفاتر امور مالیاتی شهرها و استان‌ها

## رؤسای کل از ابتدا تاکنون
- عیسی شهسوار خجسته (۴ مهر ۱۳۸۰ تا ۳ خرداد ۱۳۸۳)[۹]
- غلامرضا حیدری کردزنگنه (۳ خرداد ۱۳۸۳ تا ۲۴ مهر ۱۳۸۴)[۱۰]
- علی‌اکبر عرب‌مازار (از ۲۴ مهر ۱۳۸۴ تا ۱ مهر ۱۳۸۸)[۱۱]
- علی عسگری (از ۱ مهر ۱۳۸۸ تا ۲۲ آذر ۱۳۹۴)[۱۲]
- سید کامل تقوی‌نژاد (از ۲۲ آذر ۱۳۹۴ تا ۲۷ بهمن ۱۳۹۷)[۱۳]
- محمدقاسم پناهی (از ۲۸ بهمن ۱۳۹۷ تا ۱۱ خرداد ۱۳۹۸) (سرپرست)[۱۴]
- امیدعلی پارسا (از ۱۲ خرداد ۱۳۹۸ تا ۲۱ مهر ۱۴۰۰)[۱۵]
- داود منظور (از ۲۱ مهر ۱۴۰۰ تا ۲۷ فروردین ۱۴۰۲)[۱۶]
- سید محمدهادی سبحانیان (از ۲۷ فروردین ۱۴۰۲ تاکنون)[۱۷]